# Contea di Kajiado
La Contea di Kajiado è una della 47 contee del Kenya situata nell'ex Provincia della Rift Valley. Al censimento del 2019 ha una popolazione di 1.117.840 abitanti. Il capoluogo della contea è Kajiado. Altre città importanti sono: Ngong, Ongata Rongai, Kitengela, Magadi e Loitokitok.